# Milicias de Tucumán
Las milicias de Tucumán se refieren a las unidades militares irregulares que existieron entre los siglos XVI y XIX, principalmente para defender el territorio de la actual provincia de Tucumán y vecinas. 
Originadas durante la conquista española como contingentes formados por los primeros colonos para combatir en las guerras calchaquíes, durante los primeros siglos del período colonial pasaron a orientarse en la defensa de la entonces gobernación del Tucumán, que abarcaba gran parte del actual noroeste argentino, frente a las incursiones de las tribus indómitas del Gran Chaco.
Posteriormente, al crearse el Virreinato del Río de la Plata y la intendencia de Salta del Tucumán atravesaron por varias reformas que buscaron mejorar su desempeño militar, lo que vino acompañado de una mayor estabilidad en la frontera chaqueña. Con la guerra de independencia argentina, estas unidades auxiliaron al Ejército Auxiliar en sus expediciones al Alto Perú. Luego, al separarse de la provincia de Salta, las milicias tucumanas (cuyo territorio por entonces también incluía Catamarca y Santiago del Estero) se desentendieron de la guerra gaucha que libraba el Ejército de Observación. 
Durante las guerras civiles argentinas, las milicias sirvieron a varios caudillos tucumanos, a veces en pequeñas revoluciones dentro de la propia provincia, o enfrentándose a los gobernadores de provincias vecinas. La creación de la Guardia Nacional fue el primer intento de integrarlas en un aparato centralizado, un proceso que finalizó con las leyes de movilización de 1901, que acabaron con las milicias provinciales definitivamente. 

## Conquista

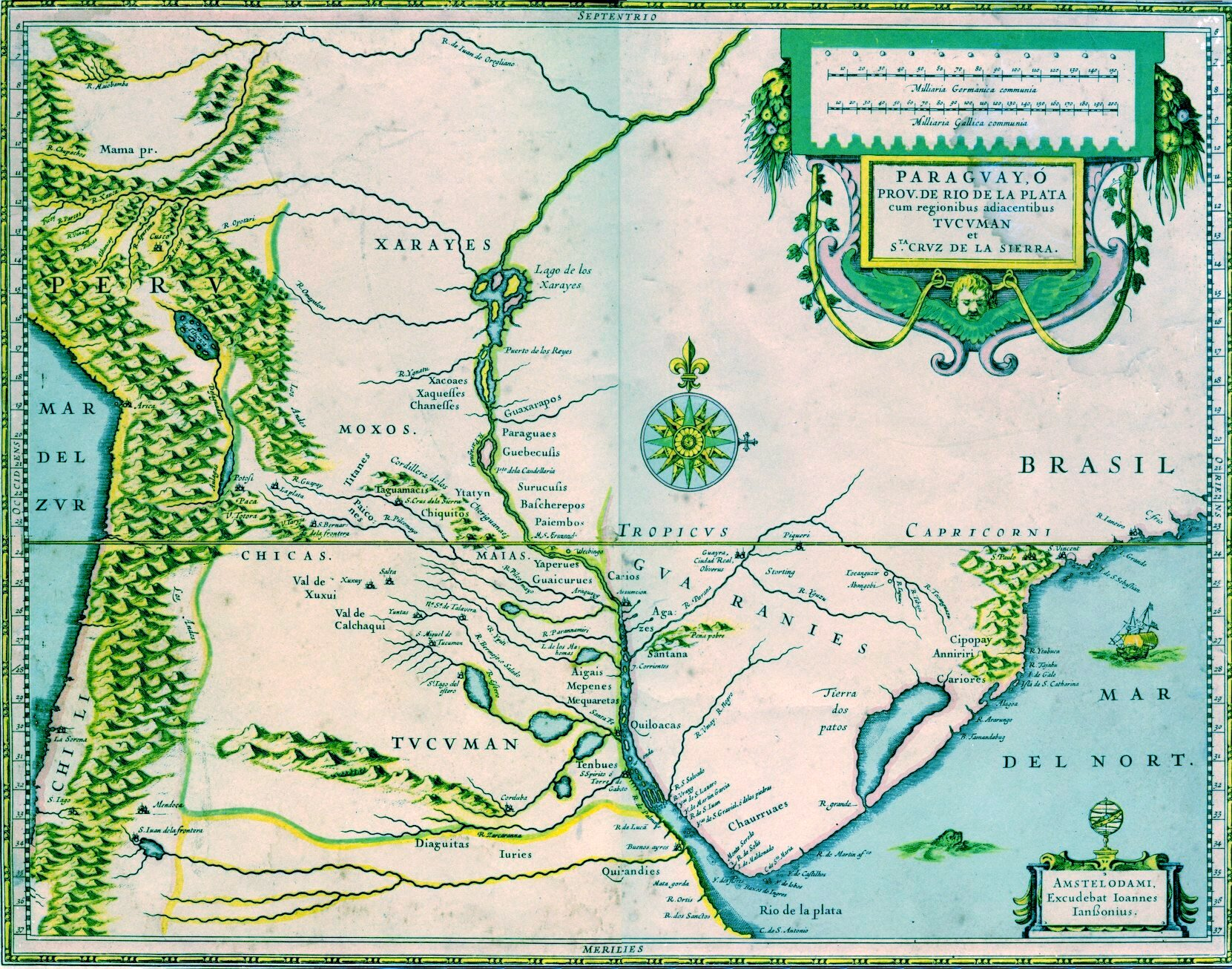
Mapa de la gobernación del Tucumán en 1600.

Inicialmente, los conquistadores españoles del actual noroeste argentino se concentraron en las guerras calchaquíes. Las expediciones de Diego de Rojas, Juan Núñez de Prado o Francisco de Aguirre habían encontrado una fuerte resistencia indígena al oeste de la gobernación del Tucumán. En 1562 un levantamiento de los calchaquíes destruyó las ciudades fundadas por Juan Pérez de Zurita: Londres de la Nueva Inglaterra, Córdoba de Calchaquí y Cañete. Para asegurar el control del área, Diego de Villarroel fundó San Miguel de Tucumán el 31 de mayo de 1565, sin embargo, el 28 de octubre de 1578 fue atacada por los solcos (calchaquíes), lules y tonocotés, salvándose de milagro.
Para defender a los colonos, sus propiedades y las rutas de comunicación entre el Río de la Plata y el Virreinato del Perú, los españoles organizaron milicias privadas armadas con espadas, puñales, dagas, lanzas, alabardas, ballestas, arcabuces, bombardas, falconetes y culebrinas. Su número era limitado por la poca cantidad de colonos en la región y siempre estaban cortas de dinero, equipamiento, pertrechos y armas. Lo máximo que podía hacer la Corona española era supervisar a los colonos enviando gobernadores, maestres de campo o visitadores para repartir recompensas y castigos. Sin embargo, los tucumanos se quejaron amargamente porque no hubo una distribución justa de las recompensas por las campañas, pues los gobernadores tendían a favorecer a los vecinos de Córdoba, ciudad donde entonces residían.
También reclutaron a numerosos indios como guías, intérpretes, informantes, espías, auxiliares para el transporte y el trabajo y consejeros. Sus armas eran lanzas, arcos y flechas, estólicas, macanas, porras, hachas, boleadoras y hondas. Se dedicaban a realizar incursiones en territorio indígena con variado resultado que eran respondidas por los calchaquíes matando españoles, robando ganado, quemando estancias y asediando las villas. La situación era tal que las caravanas de mulas con productos debían tener escolta armada al recorrer los caminos.

## Colonia

### Guerra defensiva
El conflicto con los calchaquíes acabó en 1667 con el liderazgo del gobernador Alonso Mercado y Villacorta. Sin embargo, ya se había iniciado otro con las tribus del Gran Chaco. La gobernación se organizaba en torno a varias ciudades dispersas por un inmenso territorio y cuya economía se basaba en enviar ganado, alimentos y ropa de las haciendas locales a las minas del Alto Perú. Las relaciones más violentas se dieron en Esteco, Salta, San Salvador de Jujuy, Asunción del Paraguay y Corrientes, mientras que en Santiago del Estero tendían a ser más pacíficas.
Los tobas, mocovíes, abipones y otros pueblos guaicurúes fueron los más belicosos. En el caso de San Miguel, los principales enemigos fueron los mocovíes en la llamada «guerra tucumano-chaqueña». Desde mediados del siglo XVII, el uso del caballo se popularizó ellos y empezaron a realizar malones. Como nómadas cazadores y recolectores, las hambrunas por sequías o inundaciones eran frecuentes y dependían de obtener ganado para alimentarse. Lules, vilelas, mataguayos, matacos y mataraes solían ser menos agresivos. De hecho, la relación entre españoles y vilelas llegó a ser tan buena que se volvieron aliados y se les entrenó en el uso del caballo y las armas de fuego para que cazaran guaicurúes. Los chiriguanos de Tarija, colalaos y tolombones se convirtieron en aliados.

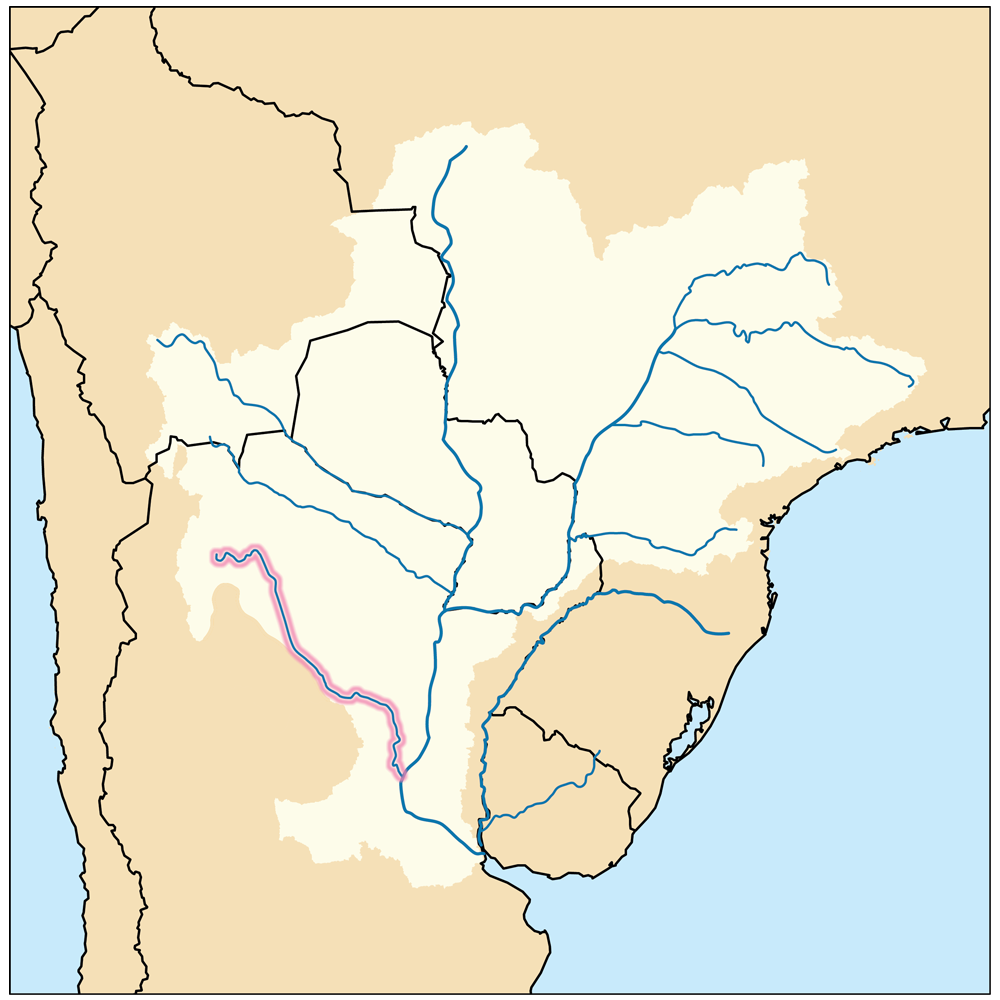
Mapa de la cuenca del Río de la Plata, aparece señalado el río Salado.

En la primera mitad del siglo XVII, los españoles intentaron una guerra defensiva en torno al río Salado, que sirvió de frontera. Se fundaron misiones o reducciones a cargo de los jesuitas que los gobernadores intentaron instrumentalizar, pero los misioneros se opusieron. Los jesuitas contaban con el apoyo de la Corona, que defendía una postura en que el indio era un menor que debía protegerse. Además, se consideraba que una postura ofensiva sería muy costosa y el Chaco carecía de metales preciosos que valieran el esfuerzo.
Se construyeron presidios o fuertes, pero les faltaba dinero y armas, el ambiente era hostil, estaban demasiado distantes entre sí y mal ubicados, sus guarniciones eran insuficientes y sus estructuras eran de mala calidad, permitiendo a los indios atacar sin ser detectados. Esteco tuvo que abandonarse después de su saqueo por los mocovíes (1686) y un terremoto (1692). Los presidios servían primeramente como atalaya de vigía para detectar las incursiones de los chaqueños. A medida que la frontera avanzaba durante el siglo XVIII, algunos fueron abandonados y se fundaron nuevos. El típico fuerte era un cuadro o rectángulo de 50 varas o más, con cuatro cubos defensivos y con una legua alrededor de tierras realengas que eran repartidas entre colonos que debían sustentar la fortaleza, convirtiéndose en el eje del reparto de terrenos cercanos. Rodeando el perímetro de la muralla había acequias o fosos para elevar la altura de la pared, que en los primeros siglos solía ser de palos en punta o de tapial, pero con el tiempo se hicieron de adobe, cada vez más altas y gruesas. Los cubos eran más altos que la muralla y servían como baluartes. Contaban con una puerta de acceso de madera fuerte y de doble grosor y con argollas, candados y trabas por dentro.
La estrategia defensiva fracaso porque no había un ejército formal, sólo milicias de encomenderos que se negaban a cumplir con su deber legal de acudir a las campañas con los indios a su servicio. Usualmente, eludían sus deberes pagando a un escudero (indio encomendado) o asalariado como reemplazo o haciendo donativos y se negaban a enviar a sus indios para no perder mano de obra. Las Leyes de Indias estipulaban que también debían acudir con sus caballos y armas, el propósito de este sistema era aliviar los gastos de las Cajas Reales, sin embargo, desapareció a medida que se afianzó en la zona el poder real. También se ha especulado que para esa época, los colonos ya habrían perdido el espíritu belicoso de las primeras décadas de la conquista.

### Gobierno de Urizar
Los gobernadores creían que primero se debía someter por las armas a los indios hostiles y luego fundar las misiones, no había que fundar ciudades ni establecer una colonización estable y continua en el Chaco, sino que eliminar o capturar físicamente a los indios "rebeldes" para nutrir las encomiendas. Epidemias de viruela, sarampión y catarros o la costumbre de los encomenderos de enviar indios a arriar mulas a Perú sin que volvieran había disminuido la población, empobreciendo a muchas encomiendas, cuyos amos apenas tenían para pagar subsidios militares o sus propias armas.
Desde finales del siglo XVII la postura de los gobernadores se fue imponiendo y la región se fue militarizando. En 1675, Ángel de Peredo lideró una expedición con 300 españoles e igual número de indios aliados con provisiones para seis meses, todo pagado por los vecinos; se cazaron a muchos indios chaqueños que se llevaron a Esteco. Estas campañas solían estar a cargo de gobernadores o sus tenientes, estos últimos solían ser encomenderos locales, y se financiaba principalmente por aportes de los vecinos de las ciudades más afectadas por los ataques indígenas: San Miguel, San Salvador, Salta, Santiago, San Fernando del Valle de Catamarca, La Rioja o Córdoba. Para entonces, la visión del indio chaqueño como alguien que había que atraer y convertir fue reemplazada por la de un ladrón y asesino que arruinaba la gobernación.
Cuando Esteban de Urizar y Arespacochaga asumió el gobierno, las ciudades de la gobernación se estaban despoblando, extensas tierras de cultivo se habían abandonado, el camino entre Potosí y Buenos Aires estaba interrumpido, los empobrecidos colonos estaban cansados de luchar y los malones de los chaqueños llegaban a zonas nunca antes afectadas. Por ejemplo, San Miguel fue asaltada en 1690 y Salta en 1708.
Urizar mandó que todo hombre capaz de luchar se alistara en las nuevas compañías de milicias, tuviera o no propiedades, si vivía en las ciudades tenía que asistir al llamado a armas. Los campesinos de la frontera debían pedir permisos para recolectar miel o arrear mulas al Perú, así siempre podían ser alistados. Su estrategia ofensiva dependía de contar con hombres para las campañas, pero el reclutamiento seguía siendo difícil, así que incorporó una compañía de mulatos e indios foráneos organizada en Salta, compañías de mestizos y blancos pobres a los que se fueron sumando contingentes de indígenas aliados; la oficialidad era peninsular. Debe mencionarse que aunque se refieren a esos milicianos como "españoles" en los documentos, probablemente incluían tanto a mestizos como a blancos en esa categoría.
| Milicias del Tucumán en 1708 |           |           |
| Origen                       | Compañías | Españoles |
| San Miguel                   | 9         | 491       |
| Salta                        | 6         | 416       |
| La Rioja                     | 3         | 159       |
| Santiago del Estero          | 11        | 808       |
| Jujuy                        | 4         | 235       |

Las armas de fuego eran escasas y su pólvora solía humedecerse en el Chaco. El gobernador intentó subsanar eso con repetidas peticiones de unas 400 carabinas, arma que se adaptaba mejor al ambiente. Con el tiempo le fueron llegando y se distribuyeron entre miembros de las expediciones. Más importantes eran los caballos, cuyo hábil uso por los chaqueños exigía incorporar indios aliados en las campañas. Estos también construían los fuertes que permitieron adelantar gradualmente la frontera o actuaban como guías. Urízar buscó a sus lugartenientes entre los veteranos de campañas previas, con influencia en los cabildos y liderazgo en las ciudades. Castigo con confiscaciones de tierra y cárcel a los encomenderos que no cumplieran sus deberes militares y a los oficiales desobedientes. Debe mencionarse que la influencia de los encomenderos fue disminuyendo a lo largo del siglo XVIII, gracias a las reformas de la dinastía borbónica. Ellos eran los principales oponentes a las incursiones, mientras que los principales partidarios eran los vecinos que no tenían encomiendas y deseaban el botín de la guerra, como los indios capturados. Desde 1707, Urízar hizo gestiones para disminuir el número de encomiendas en la gobernación y así que fueran pocos los vecinos obligados a cumplir con el pesado deber militar.
También formó grupos que se dedicaron a capturar el ganado cimarrón (salvaje) del Chaco, se estableció una donación que debían entregar ciudades y encomiendas y se premió con encomiendas de por vida a quienes destacaran en su servicio. Hubo importantes donativos privados de Urízar y sus lugartenientes Antonio de la Tijera, Alonso de Alfaro y Esteban de Nieva y Castilla para levantar nuevos fuertes. Para evitar que los colonos fueran los únicos que ayudaran en mantener los presidios, duplicó el impuesto de sisa y otro para los muleros que iban a Perú. También se impuso una contribución a los comerciantes, quienes en la nueva situación de seguridad no tenían que pagar escoltas armadas. Por último, solicitó armas y pertrechos a Buenos Aires y Asunción.
Las entradas en territorio chaqueño siempre fueron masivas para generar miedo en los indios. Por ejemplo, en 1710 una expedición se compuso de 1316 hombres reclutados en la gobernación de Tucumán, de los que 785 eran "españoles" (es decir, principalmente mestizos y algunos blancos) y el resto indios y pardos libres. Según la historiadora Beatriz Vitar, durante el resto de la centuria, las expediciones tucumanas tendían a sumar 1500 a 3000 hombres, aunque de llegar a la segunda cifra incorporaban a milicias de otras gobernaciones.
| Composición étnica de la expedición de 1710 |           |        |        |       |       |
| Origen                                      | Españoles | Indios | Pardos | Otros | Total |
| Santiago                                    | 196       | 103    | 0      | 0     | 272   |
| San Miguel                                  | 163       | 81     | 0      | 0     | 244   |
| Catamarca La Rioja                          | 137       | 65     | 0      | 0     | 202   |
| Salta                                       | 155       | 46     | 19     | 88    | 308   |
| Jujuy                                       | 134       | 108    | 21     | 0     | 209   |
| Total                                       | 785       | 403    | 40     | 88    | 1316  |

Debido a la falta de recursos y un ejército profesional, los colonos se centraron en absorber en su esfera de influencia a los indios fronterizos, dividiéndolos en amigos y hostiles. En San Miguel, se atrajeron a los lules y vilelas, que puestos a elegir entre el dominio de los españoles y mocovíes, escogieron las reducciones, volviéndose un colchón defensivo. En cambio, se realizaron expediciones para expulsar a los mocovíes de la frontera, destacando la campaña de 1710 de Urizar durante la cual utilizaron la hostilidad entre mocovíes y malbalás para incorporar a los segundos como aliados. Por último, las etnias hostiles fueron deportadas de la frontera y reemplazadas por otras más dóciles para ayudar en la defensa, como los malbalá, que fueron llevados con los quilmes después de rebelarse en 1713. Urízar murió en 1724 aún siendo gobernador, y para entonces la frontera oriental de Tucumán estaba firmemente asegurada, pasando tres años para que los indios reiniciaran sus ataques.
Expediciones de gran tamaño volvieron a producirse a cargo de Matías de Anglés y Gortari y Juan Victorino Martínez de Tineo, logrando desarmar a los mocovíes en 1743. En 1749 tobas, abipones y mataguayos aceptaron instalarse en reducciones. Diez años después, Joaquín Espinosa y Dávalos lideró una expedición tucumana que siguió el río Bermejo casi hasta Corrientes.

### Gobierno de Matorras

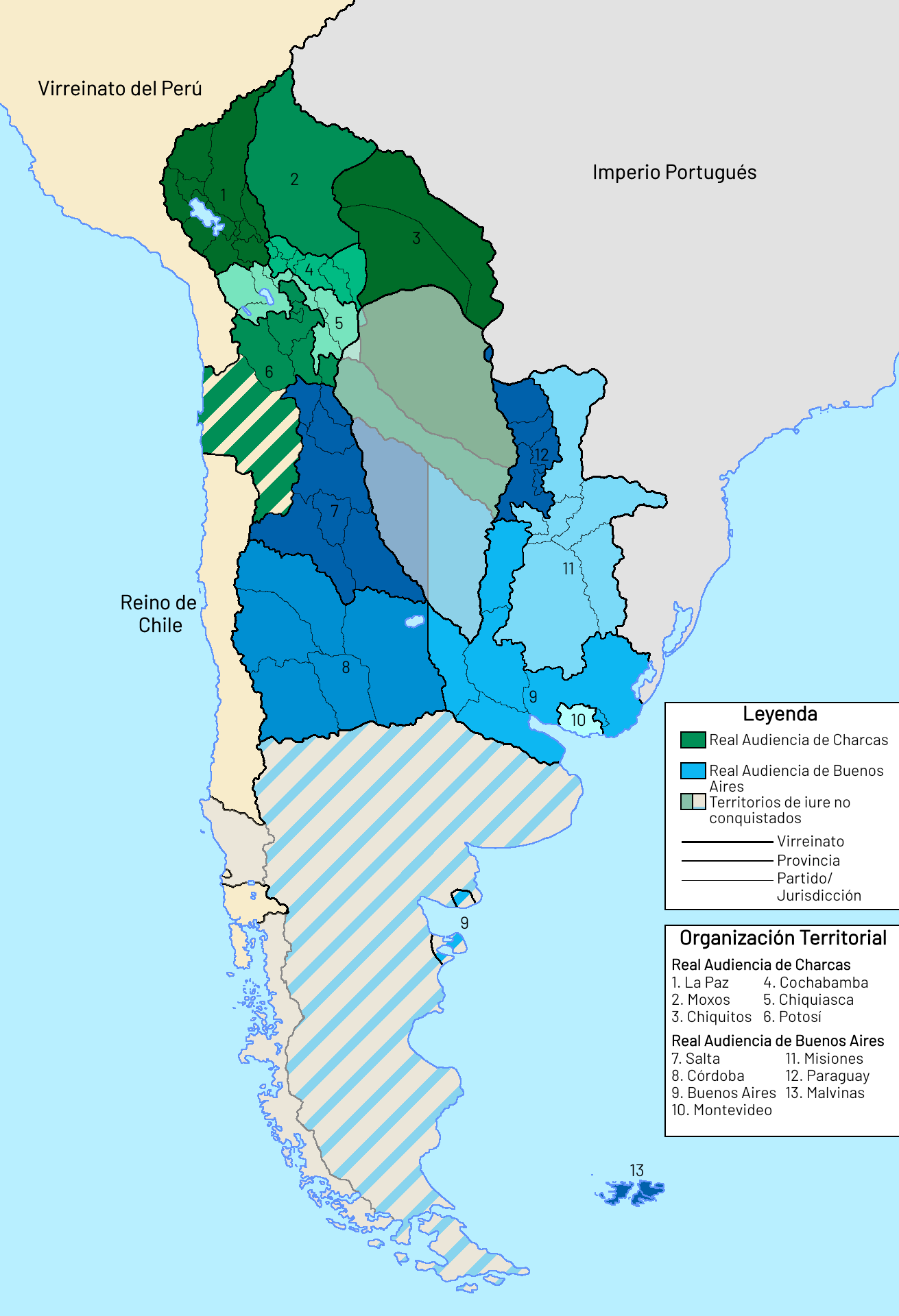
Mapa de las intendencias del Virreinato del Río de la Plata en 1783. La intendencia de Salta del Tucumán es la número 7.

En la segunda mitad del siglo XVIII, la gobernación se recuperó económicamente gracias al incremento en las exportaciones de cuero y carne de reces al Alto Perú y Buenos Aires. En 1764 Juan Manuel Fernández Campero continuó las expediciones punitivas en el Chaco pero con el nuevo objetivo de establecer un dominio estable y explorar la posible navegabilidad del Bermejo hasta Corrientes. Al año siguiente, sometió una rebelión de los mocovíes. En 1774 Gerónimo Luis de Matorras realizó una expedición que llevó a negociaciones con mocovíes y tobas.
En 1767 se dio la expulsión de los jesuitas, cuyas sus misiones fueron otorgadas a los franciscanos. Este cambio en la política vino acompañado de una reducción de la sisa, de un menor impulso a poblar los presidios y un aumento del contingente de milicianos e indios auxiliares. En 1772 Matorras estimaba que la gobernación podía poner en armas hasta 12 000 hombres, así que procedió a crear nuevos regimientos de milicianos: un regimiento de Nobleza de toda la provincia bajo su mando personal, tres regimientos en Salta (el 1.° de infantería, el 2.° de caballería y el 3.° de San Carlos), cuatro en Córdoba, dos en San Miguel, uno en Santiago y uno en San Salvador. Se buscaba elevar la calidad de las tropas hasta equipararlas a un ejército regular capaz de conquistar el Chaco. También reformó la sisa para financiar los presidios y trató de realizar una política más amistosa con los indios para reducirlos en misiones.
Sin embargo, hubo un aumento en las deserciones entre los milicianos que debían pasar meses en los presidios, las encomiendas entregadas como recompensa a los hombres destacados en las incursiones se volvieron cada vez más pequeñas, y los impuestos para presidios y milicias eran altos pero insuficientes. Sin embargo, era necesario para defender las haciendas y los caminos de la gobernación. El escritor Alonso Carrió de la Vandera se refiere a la incapacidad de acabar el conflicto: «A éstos [indios chaqueños] jamás se conquistarán con campañas anuales, porque un ejército volante de dos a tres mil hombres no hará más que retirar a los indios de un corto espacio del Chaco, y si dejan algunos destacamentos, que precisamente serán cortos, los exponen a ser víctimas de la multitud de indios, que se opondrán a lo menos cincuenta contra uno».
Finalmente, se prefirió crear un colchón defensivo de indios aliados para defenderse de las etnias del interior que seguían haciendo incursiones. Se incursionaba contra las etnias fronterizas, las que debían defenderse también de las tribus del interior, viéndose forzadas a aceptar su influencia. Así, aunque no conquistaron a los chaqueños, los obligaron a aliarse con ellos. Los aliados también proporcionaron trabajadores para las haciendas y dependían de la entrega de ganado español para alimentarse en las hambrunas. Se consiguió un fuerte sistema defensivo que se combinaba con las reducciones, los presidios, las nuevas colonias y las haciendas fortificadas; estas últimas se multiplicaron a medida que se estabilizaba la frontera.
En 1777 Martínez de Tineo informó que se crearon cinco regimientos, tres de caballería y dos de dragones con 60 a 70 hombres cada uno. Un año después, Andrés de Mestre creó uno de caballería en Santiago y otro de dragones en Salta con 504 hombres cada uno. El historiador Boleslao Lewin creía que en 1778 la región de San Miguel había movilizado cuatro regimientos en una leva, equivalentes a «unos dos mil soldados o el diez por ciento de la población» de la región. La milicia seguía compuesta de blancos pobres, mestizos y pardos que trabajaban como peones, arrieros o artesanos. Sus oficiales venían de las élites criollas: cabildantes, comerciales, burócratas y hacendados.
En 1780 estalló la rebelión de Túpac Amaru II, que rápidamente se extendió por todo el Alto Perú hasta Jujuy y paralizó el comercio tucumano. Pronto los tobas se unieron al alzamiento, motivados por el desgobierno en que cayó la frontera tras la expulsión de los jesuitas. Después de su sofocamiento, se decidió dividir la gobernación en dos intendencias en 1783: Salta del Tucumán y Córdoba del Tucumán, quedando la mayor parte de la frontera chaqueña a cargo de las autoridades de la primera. Este cambio vino acompañado de reformas militares y administrativas. Se creó la figura de subdelegados en cada ciudad que debían encargarse de resguardar los fueros de los milicianos, oír sus quejas y dar la ayuda a los jueces que lo solicitasen.
Sin embargo, para 1796 las milicias estaban en un pésimo estado y necesitaban una reforma: indisciplina generalizada, falta de oficiales y hasta la desbandada de regimientos enteros. Los habitantes de los presidios padecían del desinterés de las autoridades y los abusos de buhoneros y usureros que les cobraban el doble o triple del precio habitual de cada producto, subsistiendo en la mayor pobreza.

### Reglamento de 1801
A finales del siglo XVIII, el aumento de la población en la intendencia llevó a las autoridades a plantearse el colonizar las tierras fronterizas y distribuirlas de forma más equitativa entre los sectores más pobres. Esto ayudaría a suministrar la demanda creciente de Alto Perú y Buenos Aires por sus productos agrícolas y ganaderos, motivando el avance de los presidios y reducciones. Esto llevó a la fundación de San Ramón de la Nueva Orán en 1794. Ofreciendo tierras a familias sin coste y sin importar su casta se consiguió poblar una nueva villa en territorio aún no pacificado que sirvió de cabeza de puente para el avance colonizador, haciendo que sus habitantes fueran considerados a la vez soldados. Se esperaba continuar con la fundación de fuertes a las orillas del Bermejo para luego repartir las tierras. Dos años más tarde, tobas y matacos respondieron atacando Caimancito, motivando la movilización de una gran cantidad de milicianos de todas las villas. Durante 1799 hubo dos expediciones de castigo.
En 1801 los colonos de Orán lanzaron una incursión que fue respondida con otro ataque, pero faltaban hombres para una adecuada defensa, lo que llevó a que en el Reglamento de ese año se crearan milicias provinciales. Basado en el Reglamento para las milicias de infantería y caballería de la isla de Cuba de 1769, en el nuevo documento se estipuló para la intendencia de Salta del Tucumán que se debía crear el regimiento de Voluntarios de Caballería de Salta, formado por cuatro escuadrones de salteños y jujeños, unas 1200 plazas. El regimiento de Voluntarios de Caballería de Tucumán de dos escuadrones, unos 600 tucumanos, catamarqueños y santiagueños. Según la historiadora Cristina del Carmen López, el segundo regimiento pudo variar de 500 a 2000 tucumanos a lo largo de los años, basándose en lo que legalmente debía aportar cada curato bajo la jurisdicción de San Miguel.
Las milicias debían componerse de todos los hombres de entre 15 y 45 años, quienes debían servir por al menos 10 años y no más de 20, y todo domingo debían hacer ejercicios militares después de la misa. Quedaron excluidos de las milicias disciplinadas (no las urbanas) abogados, escribanos, mayordomos, capataces de las haciendas, cirujanos, boticarios, comerciantes y mercaderes de cierto caudal. Además, si dos hijos solteros vivían con su padre, uno debía servir, y si eran tres, dos debían. Debido a los abusos que cometieron varios milicianos por gozar de fuego, desobedeciendo a jueces civiles en causas criminales, a los dos años se pidió que sus fueros sólo eran válidos cuando estaban de campaña, lo que fue negado.
El mando supremo de la defensa de la intendencia quedó a cargo del comandante de la frontera, un sargento mayor, quien debía visitar periódicamente las tierras fronterizas e informar al intendente. Contaba con dos ayudantes veteranos que lo acompañaban y mandaban los fuertes de San Bernardo y Ledesma. Un maestro armero debía reparar las armas de las unidades. Se compraron piedras de chispa, machetes asablados y 600 caballos. Se abrió un hospital en Salta para atender a soldados y milicianos.
Un porcentaje importante de los milicianos que empezaron a servir como auxiliares en los fuertes eran originarios de Tarija y Cinti, lo que muestra la estrecha relación entre esas ciudades altoperuanas y la intendencia, la mitad estaban casados, servían como peones en las estancias o haciendas, probablemente eran mestizos en su mayoría y casi dos tercios eran analfabetos. A pesar de los cambios, la frontera siguió sufriendo de falta de hombres y estos de bajos sueldos. En esas décadas también aumentó el porcentaje de presos dedicados a cortar leña, reparar la muralla, buscar cañas, elaborar adobe, etc.
Desafortunadamente, durante aquellos años la decadencia económica que las reducciones vivieron después de la expulsión de los jesuitas impulso a sus indígenas a buscar ayuda en etnias del interior del Chaco que no estaban en buenos términos con los españoles. En 1807, según los españoles, los indios abipones se sublevaron y se aliaron con las etnias no reducidas, sumando más de 2000 guerreros. Así, los poderosos hacendados criollos empezaron a apoderarse de las tierras de las reducciones para expandir sus plantaciones de azúcar y los terrenos de ganadería, especialmente durante el caótico período de la independencia, en que toda protección legal a los indios desapareció y las nuevas autoridades criollas acusaron que esas tierras y su ganado permanecían inútiles como propiedad indígena. Esto llevó a que en algunos lugares los chiriguanos apoyaran a los realistas, lo que permitió que los criollos presentaran a todos los indios chaqueños como enemigos de la nueva república. Por último, el ganado que les quedaba a las reducciones fue requisado por todos los ejércitos en conflicto para alimentarse.

## Independencia

### Comienzos de la revolución

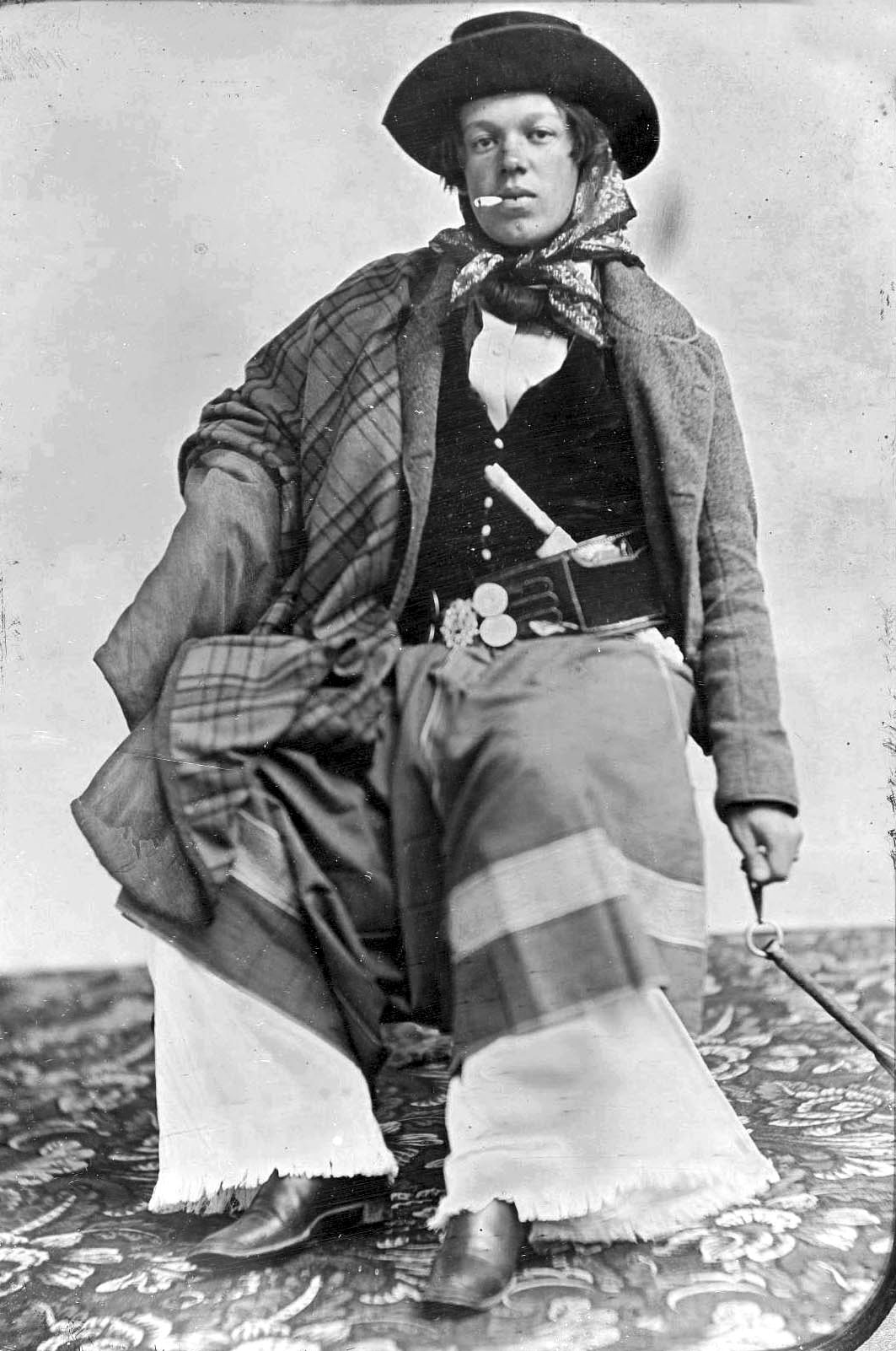
Representación de un gaucho, c.1840, típico integrante de las milicias. El sujeto fue fotografiado con vestimentas auténticas, que incluían poncho, abrigo, bombachas, chiripá, un cinturón ancho de cuero adornado con monedas de plata conocido como rastra, un cuchillo de facón de hoja larga y un látigo de rebenque.

En 1810, el ejército español en Hispanoamérica había venido creciendo desde el siglo anterior, se componía de dos tipos de unidades: de dotación y de refuerzo. Las primeras eran tropas fijas que servían de guarnición para las principales ciudades. Las segundas eran fuerzas peninsulares que se enviaban como refuerzos para operaciones o invasiones. A este aparato defensivo se sumaban las milicias de habitantes locales que solamente se movilizaban cuando había peligro de una invasión. Sin embargo, cuando el dominio español colapsó, se abrió una fase de experimentación en el continente en que se ensayaron nuevas instituciones y mecanismos para ejercer la autoridad, o se reformularon otros más antiguos, como las milicias. Al iniciarse la guerra de independencia argentina, los cuerpos milicianos se convirtieron en unidades permanentes que servían para el reclutamiento, usando la amenaza de castigos como incentivos en las levas.
En el caso de Tucumán, después de su defensa en 1812 y con la estadía del Ejército Auxiliar entre 1815 y 1819, se acentuó la participación popular y su contribución al esfuerzo bélico. La historiadora Emilia Paula Parolo estimaba que entre 1810 y 1820, Tucumán suministró hasta 3000 reclutas al Ejército del Norte, lo que supuso una fuerte presión sobre la población masculina adulta. Hasta enero de 1811 se crearon el regimiento de Granaderos Provinciales y la compañía Comerciantes de Tucumán, hasta marzo de 1812 el regimiento de Pardos y Morenos y hasta mayo de ese año los regimientos de Húsares de la Patria y Dragones de la Patria y la artillería volante. En 1813 se agrega el regimiento de Esclavos y en 1815 se instala la compañía suelta de Córdoba, cuya dotación debían mantener los tucumanos. Respecto del regimiento de Voluntarios de Caballería de Tucumán, según documentación de la época, en 1811 se componía de dos escuadrones cada uno formado por tres compañías cuyos integrantes habían sido reclutados en los curatos rurales. López menciona los curatos con el número de reclutas que aportaron ese año: Trancas con 105, Monteros 110, Burruyacú 114, La Banda 110, Leales 100 y Chicligasta 110; totalizaban 649 hombres. El militar Gregorio Aráoz de Lamadrid afirmó que en 1812 las milicias tucumanas reunieron «cerca de 2000 hombres decididos»; lo mismo que Rudecindo Alvarado.
Todo esto llevó a la militarización de la sociedad tucumana, algo que la afectaría hasta finales de siglo. Así, surgieron con fuerza jefes militares que podían establecer relaciones directas con el populacho para ganarlo para sus intereses, los caudillos, quienes se volvieron intermediarios entre los grandes proyectos políticos y los bajos sectores sociales. La disciplina en las nuevas milicias se basaba en la lealtad personal, el respeto al jefe, el honor y la reciprocidad en el trato entre jefes y subalternos; estas relaciones eran así porque los milicianos eran los peones de los oficiales. Se exigía una total obediencia al superior y romper esos lazos de lealtad jerárquica se consideraba alta traición, lo que tenía fuertes castigos.
Sin embargo, a diferencia de un ejército regular, estas milicias permitían un espacio para la negociación entre oficiales y subordinados, valorándose mucho las relaciones establecidas cara a cara. Para que sus órdenes se cumplieran efectivamente, todo oficial debía ganarse la legitimidad y respetar ciertos consensos establecidos tradicionalmente en cada unidad.

### Gobierno de Aráoz

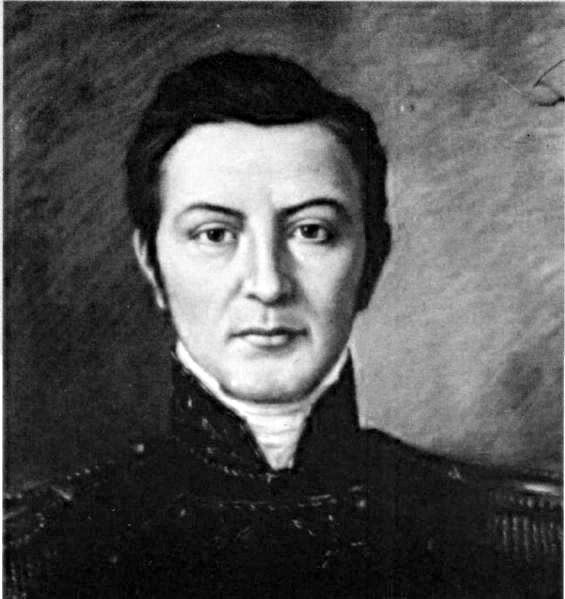
Efigie idealizada de Bernabé Aráoz, por Honorio Mossi, fines del.

El 10 de marzo de 1814, Bernabé Aráoz era nombrado gobernador de la intendencia. El 8 de octubre, la intendencia fue dividida en las provincias de Salta (que incluía Jujuy) y de Tucumán (que incluía Santiago y Catamarca); Aráoz se volvió gobernador de esta última. Las historiadoras Gabriela Paula Lupiañez, Sara Peña de Bascary y Flavia Macías estimaron que las tierras que actualmente pertenecen a la provincia de Tucumán podían movilizar unos 2000 hombres. En cambio, Emilio Ángel Bidondo y Bernardo Frías apoyan la cifra de 5000.
Un cálculo hecho por Aráoz estimaba en apenas 1725 milicianos distribuidos en varias localidades. En una asamblea celebrada en el llamado Campo de Honor, junto a La Ciudadela, se reunieron 4000 hombres de San Miguel y los seis partidos de la campaña provincial para elegir diputados para el Congreso; aunque otro testimonio habla de una asistencia de «500 a 1000 hombres todos armados». Según el coronel y agente sueco, Johan Adam Graaner, cuando se proclamó la independencia el 25 de julio de 1816 en San Miguel, en las llanuras vecinas se reunieron: «Un pueblo innumerable concurrió en estos días a las inmensas llanuras de San Miguel. Más de cinco mil milicianos de la provincia se presentaron a caballo». En agosto de 1816 durante el Congreso de Tucumán, el diputado Esteban Agustín Gascón propuso que, según su población, cada provincia aportara cierta cantidad de reclutas a cambio de obtener cierto número de diputados. Esperaba que Tucumán, Santiago y Catamarca movilizaran 5250 reclutas. Durante la misma época, se planificó una leva generalizada por todas las provincias para ayudar a José de San Martín, se esperaba reclutar 2500 a 3000 hombres de los que 200 debían venir de Tucumán.
En 1817, el chileno Ignacio de la Carrera describió al ejército de Belgrano en San Miguel «no pasa éste de 3.000 veteranos y 2.000 milicianos». Por otra parte, el propio Belgrano menciona una revista de tropas en que contabilizó a los dragones tucumanos en 2500 plazas. En otra carta, estimó que las fuerzas patriotas en el noroeste argentino sumaban 8000 a 9000 hombres: 2500 soldados de línea, 2000 gauchos salteños, 3000 milicianos tucumanos (de 5000 disponibles) y 1000 a 1500 catamarqueños y santiagueños.
Estos milicianos vestían de ropa civil, principalmente ponchos de diversos colores y sombreros de ala ancha y redonda alzada, iban rostro descubierto y muchos con barbas crecidas. Sus armas eran lanzas improvisadas con palos y cuchillos, facones, lazos y boleadoras. En palabras de Graaner: «armados de lanza, sable y algunos con fusiles; todos con las armas originarias del país, lazos y boleadoras».
El 6 de octubre de 1817, fue sucedido por Feliciano de la Mota Botello, pero el 11 de noviembre de 1819 estalló un motín que lo derrocó, y un par de días después Aráoz volvía al gobierno. Durante este período, se enemistó con Güemes, quien le exigía la ayuda prometida para luchar contra los realistas. Aráoz le había dicho «tengo en movimiento esta campaña; cuento con cinco mil hombres bien montados y resueltos a todo. No hay que dudar. Seremos libres trabajando en unión». En otro escrito, el gobernador tucumano reconocía que disponía de 5000 milicianos y le ofreció un millar al caudillo salteño. El gobernador de Córdoba, Juan Bautista Bustos, afirmaba en 1820 que Aráoz le había informado que marchaba a Salta con 4300 hombres para ayudar a Güemes, lo que era mentira. Finalmente, Güemes invadió Tucumán para exigir las armas de sus almacenes y acabó siendo derrotado. Sin embargo, el 5 de agosto de 1823 Aráoz fue derrocado por Javier López y tuvo que exiliarse.

### Década de 1820
Después de la caída de Aráoz, la provincia se sumergió en varios años de inestabilidad marcados por numerosas insurrecciones en que sus milicias tuvieron un papel protagónico, la revolución independentista creó en ellas una autopercepción de institución de ciudadanos en armas que luchaban contra el despotismo. Un jefe militar sublevaba alguna unidad y emitía una proclama reclamando oír la “voz” popular, tomaba el poder y reunía una asamblea de vecinos afines para institucionalizar el cambio político. Los motines de los soldados estaban motivados por los impagos o el maltrato sufrido a manos de sus oficiales. Además, desde los tiempos de la revolución hasta finales de la centuria, las unidades milicianas se volvieron claves para movilizar al electorado.
La pertenencia a una facción exigía lealtad en todos los aspectos de la vida y no sólo afectaba a los miembros de las élites tucumanas, sino que también a sus subordinados, así que establecer relaciones con gente externa a ella era vista con sospecha. En la época se le conocía como "seducción", o el arte de persuadir a alguien para fines malignos, y en el Tucumán de los años 1820, eso equivalía a convencer a las unidades de rebelarse a cambio de promesas de recompensas. Frente a la falta de institucionalización, el intercambio de favores también se volvió un elemento muy importante en los juegos de poder. El entregar los bienes y/o servicios prometidos garantizaba la lealtad de los subordinados.
El ejército provincial se estructuró en las milicias cívicas o urbanas y las departamentales. Las primeras eran conformadas por los habitantes de San Miguel propietarios de fincas, comercios o dedicados a algún trabajo artesanal. En cambio, las segundas las integraban los habitantes con domicilio de la campaña (campo), se organizaban por departamento y conservaban los escalafones, estructura y armas de los ejércitos independentistas, además de ser cuerpos permanentes. Se suponía que estos cuerpos representaban a una ciudadanía en armas y organizada que ejercía su deber patriótico, pero la alta reticencia a participar de ellos indica que la gente no lo veía como tal, de hecho, los vecinos que podían le pagaban a personeros para que sirvieran por ellos.
En 1826, la provincia se vio involucrada en una guerra civil entre el presidente unitario Bernardino Rivadavia y los caudillos federales Juan Facundo Quiroga y Juan Felipe Ibarra. Estos últimos avanzaron sobre San Miguel, cuya defensa quedó a cargo de Aráoz de Lamadrid, quien afirmó que su provincia movilizó 2000 hombres para la defensa, número que repite Antonio José de Sucre en una carta. En cambio, historiadores modernos sostienen que los tucumanos no pasaban del millar.
Un lustro más tarde, nuevamente Aráoz de Lamadrid debió dirigir la defensa de su provincia contra los federales con un ejército de unos 3000 hombres, la mitad milicianos locales y la otra veteranos venidos de Córdoba. Además, había otra división de 1000 milicianos tucumanos al sur de la provincia que no llegó a tiempo para la defensa. Esto coincide con las afirmaciones de Aráoz de Lamadrid respecto de que Javier López le aseguró que Tucumán era una provincia pequeña pero densamente poblada que podía movilizar 3000 hombres.
La posterior ocupación federal de la provincia dejó una mala memoria en los tucumanos y significó la instalación de gobiernos federales en las provincias de Tucumán y Salta, que tradicionalmente habían apoyado a los unitarios.
Para atrapar y castigar a los hombres que se fugaban al llamado a las armas, en 1827 se estableció una policía de la campaña. También se empezó a recortar el fuero del que gozaban los regimientos de cada departamento, quedando los casos que involucraban a los milicianos a cargo de los jueces departamentales y no militares.

### Gobierno de Heredia y la Coalición del Norte

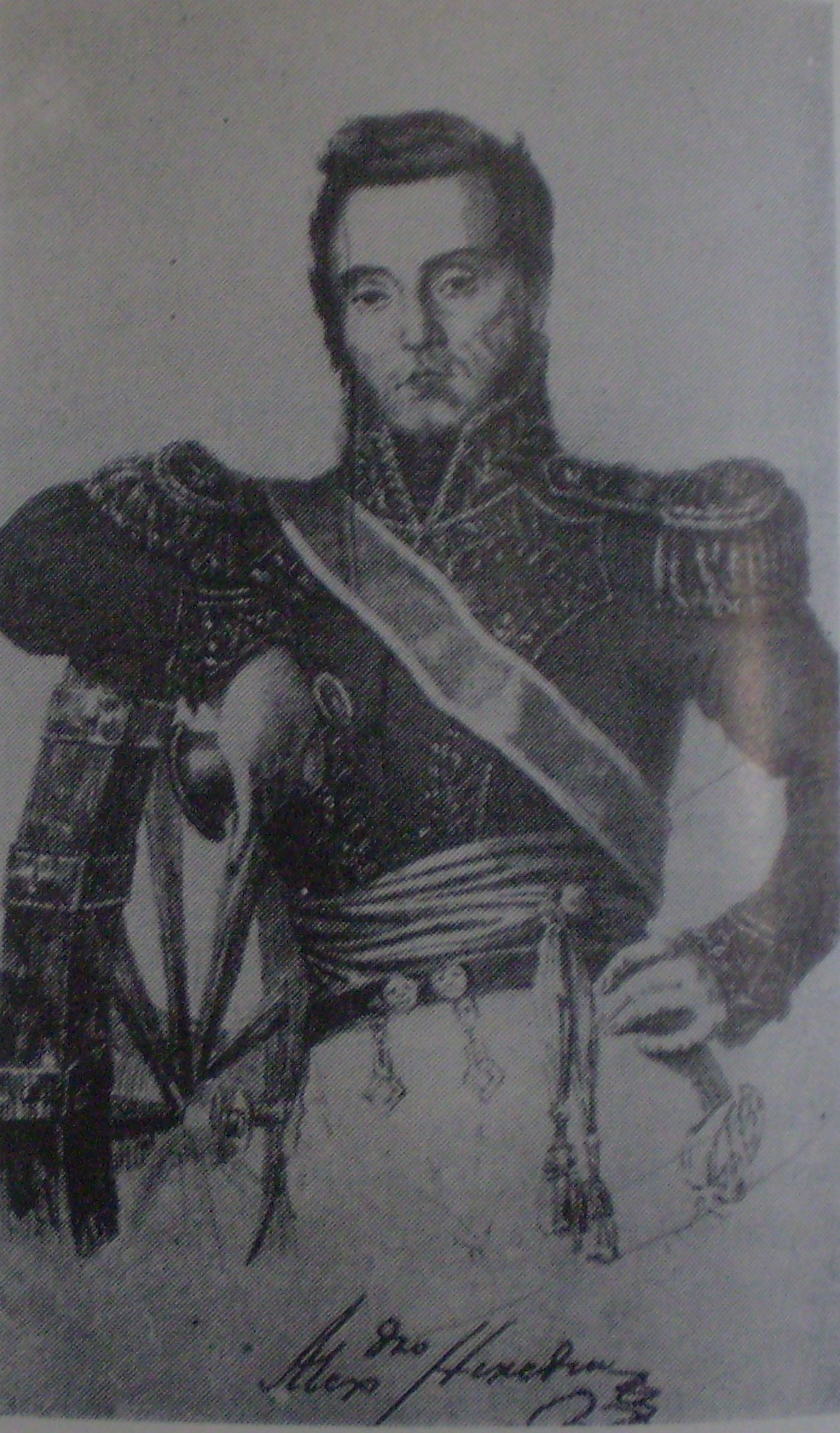
Litografía de Alejandro Heredia, por Andrea Bacle, c.1830.

Posteriormente, el brigadier Alejandro Heredia se convirtió en gobernador provincial entre 1832 y 1838. Inicialmente basó su poder en la protección de Juan Facundo Quiroga y luego de Juan Manuel de Rosas, pero después fue capaz de imponer su hegemonía en Salta, Catamarca y la nueva provincia de Jujuy, formando una especie de «protectorado» que fue abalado y reconocido por Rosas con un poderoso ejército de 5000 milicianos, veteranos de años de campaña, y legitimando su poder en valores como la defensa del orden, la virtud cívica y el republicanismo.
Para centralizar el poder militar en su persona, Heredia comenzó reformando la administración de la provincia con la reorganización de los departamentos a los que asignó sus propios regimientos de caballería: Capital tenía el regimiento N.° 1, Monteros el N.° 2, Leales el N.° 3, Burruyacú el N.° 4, Trancas el N.° 5, Chicligasta el N.° 6, Río Chico el N.° 7, Famaillá el N.° 8 y Graneros el N.° 9. Eran oficialmente llamados «regimientos de Caballería de milicias patriotas» y cada uno tenía un nombre con una carga simbólica. Por ejemplo, regimiento Gral. López, regimiento Gral. Heredia y regimiento General Dorrego. Cada uno tenía 200 a 300 hombres reclutados entre los hombres con domicilio en el mismo departamento y sus comandantes eran designados por el gobernador.
También se reglamentó el entrenamiento de estas milicias, debiendo reclutarse a los hombres entre 15 y 45 años y ponerlos al mando de sus comandantes, previo informe del alcalde departamental. Se suponía que los días de misa, los jefes de campaña (campo) debían elaborar de individuos para que asistieran a cada escuadrón y entrenaran. Se respetaron las fiestas federales como eventos en que se reunía la milicia, pero también se adoctrinaba y controlaba a la población. Por último, se centralizó en el gobernador el nombramiento de jueces para controlar la administración de castigos a los que no asistieran.
Durante su gobierno, el poder de los comisarios de policía decayó a la vez que el de los alcaldes, nombrados por la Legislatura provincial, creció. De inmediato, el gobernador y sus allegados más cercanos se dedicaron a establecer relaciones personales con estos actores intermediarios. Por ejemplo, en 1832, el comisario general de Monteros, Antonio Soria, pidió ayuda al gobernador porque los vecinos no querían obedecer a los comandantes locales y carecían de armas porque se las habían entre
Al final de su gobierno, se organizaba en un batallón de infantería y diez regimientos de caballería, cada uno formado por dos, tres o más escuadrones que a su vez se componían de dos compañías de 62 plazas cada una. Esta fuerza consumía el 60 % de las erogaciones de la provincia, pero también contaba con las armas y dinero que le envió Rosas, pues Heredia quedó a cargo de luchar contra la Confederación Perú-Boliviana. Cambio a jefes militares por otros leales a su persona, estructurando a los milicianos en torno a su figura, lo que garantizó la estabilidad en la provincia. En 1836 reorganizó a la milicia cívica en dos cuerpos: uno de infantería llamado Cazadores de la Guardia Provincial compuesto por mercaderes, comerciantes y jóvenes de San Miguel, y otro de caballería denominado Volantes de San Miguel, constituido por hijos de hacendados. Los regimientos de cada departamento se integraron en los cuerpos de línea. A pesar de la mayor estabilidad, igualmente se dieron casos de regimientos milicianos que no obedecieron sus órdenes, además de conspiraciones de miembros de la élite tucumana con apoyo del gobierno salteño.
Después del asesinato del gobernador, la legislación provincial quedó en manos de los opositores a Rosas, lo que permitió que Tucumán se uniera a la Coalición del Norte en 1840. El nuevo gobernador, Bernabé Piedrabuana, consiguió el apoyo de las milicias cívicas y las de los departamentos de Monteros y Graneros, logrando concentrar mucho poder para que sus decretos de acción determinaran la política defensiva de la provincia. Hubo un cambio en las milicias cívicas, ya no importaba la profesión para ingresar, solamente si se vivía en San Miguel y sus alrededores. También se estableció que sólo el gobernador determinaría los castigos a la deserción, la falta al enrolamiento y la traición a la Coalición, quedándose con la visión de su ministro Marco Manuel Avellaneda de que servir en las milicias era un deber cívico.
Sin embargo, si bien podía considerarse lo deseable servir en los batallones cívicos, el gobierno tucumano permitió a los vecinos con cierto capital que otros fueran enrolados en su lugar si pagaban su mantención. Estos reclutas solían ser jornaleros, tenderos, almaceneros y pequeños pulperos. Se estableció una distinción en los castigos entre cívicos y cuerpos de línea. En caso de deserción o traición, los primeros podían perder su condición de ciudadanos, multas, prisión, expatriación, confiscación de bienes o envió al ejército de línea, mientras que los segundos podían ser ejecutados o padecer trabajos forzados. Sin embargo, las deserciones, traiciones e incumplimiento de deberes siguieron siendo comunes en ambos tipos de unidades.
Durante esta guerra, se organizaron el primer y segundo de los llamados ejércitos libertadores a cargo de Juan Galo Lavalle y Gregorio Aráoz de Lamadrid respectivamente. La provincia aportó al segundo 915 cívicos y soldados de los regimientos de línea. En el caso de los primeros se trataba de los batallones Libertad y Constitucional, la llamada "Legión Sagrada" (formada por los batallones Mayo y General Paz) y el escuadrón Coraceros y Cazadores de Orden, en total 562 plazas. Respecto de los soldados fueron 251 que sirvieron a las órdenes del coronel Mariano Acha en Arauco o Machingasta el 20 de marzo de 1841. La provincia colaboró con un piquete de 60 veteranos, 57 individuos de reserva y una maestranza de artillería de 42 plazas. Sin embargo, la falta de compromiso de muchos comandantes del interior rural de la provincia con el gobernador llevó a que lo traicionaran, se disgregaran contingentes provinciales y se desarticularan las milicias.
Según Juan Bautista Alberdi, la provincia era capaz de movilizar hasta 3000 hombres y contaba con grandes reservas del armamento que Rosas envió a Heredia. Además, muchos hombres recordaban la ocupación federal ocurrida después de La Ciudadela. Durante el conflicto interno Tucumán habría puesto en armas a 2000 soldados.
En 1841, la Coalición fue vencida y la represión federal fue terrible con ejecuciones, exilios y confiscaciones de propiedades para la élite.

### Gobierno de Gutiérrez

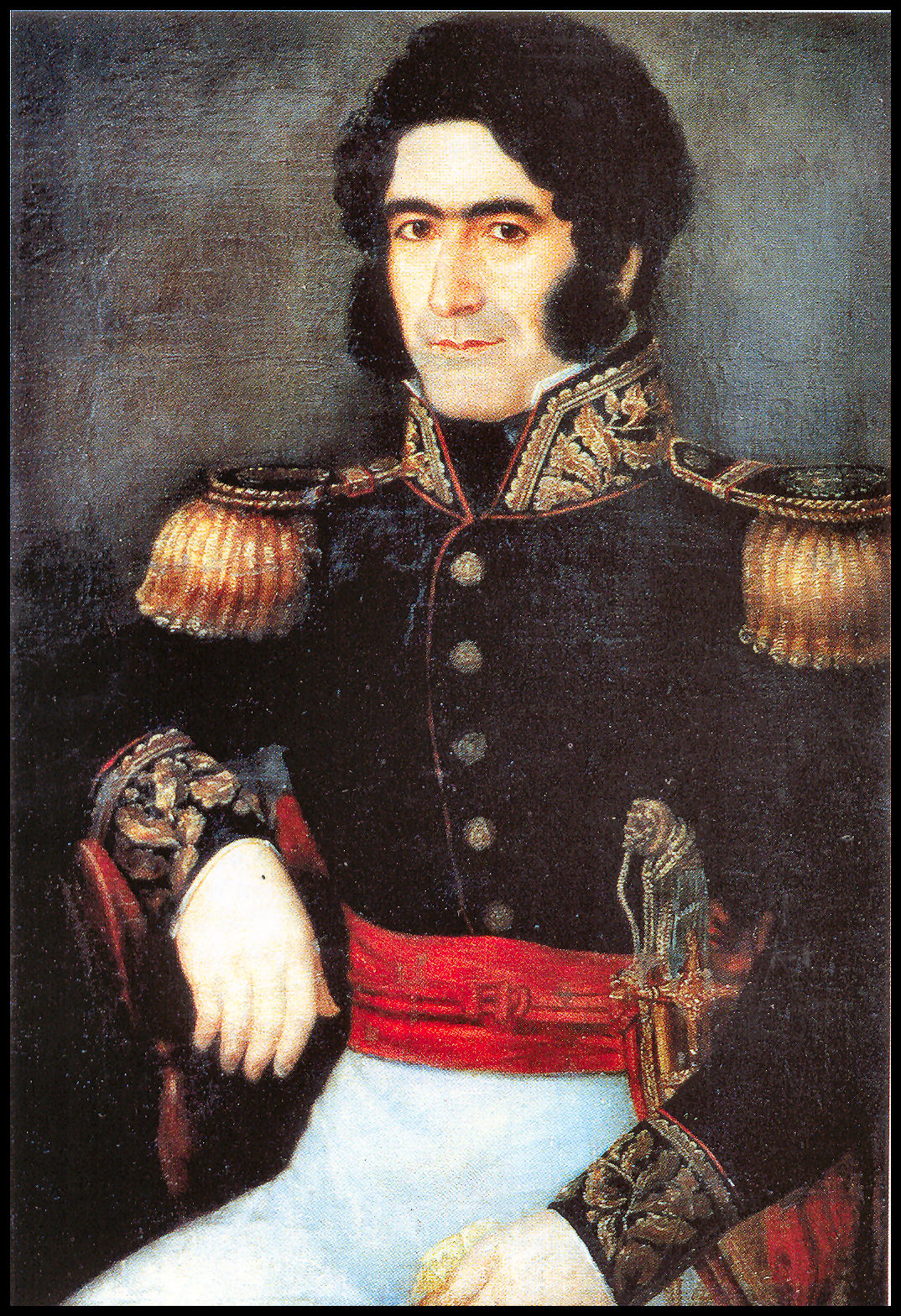
Cuadro del gobernador Celedonio Gutiérrez, atribuido al pintor Ignacio Baz, años 1840.

Después de la derrota de la Coalición, la gobernatura fue asumida por Celedonio Gutiérrez, implicando la adhesión de Tucumán a los federales. Consiguió formar una escolta personal y establecer lazos estrechos con comandantes de cada regimiento departamental. El servicio en la milicia cívica dejó de ser un deber moral y la milicia se vio como un elemento de coacción, ya no había justificación patriótica en el discurso sino que sólo se debía lealtad al gobernador. Quienes se oponían a servir eran vistos como sospechosos de simpatizar con los unitarios. Sin embargo, los jornaleros se ocultaban en las levas o desertaban, muchas veces ayudados por hacendados y capataces. Al estar en un estado de guerra permanente, prefirió organizar un servicio regular de las armas a través de varios cuerpos además de los regimientos departamentales.
Primero estaba la escolta del gobernador, llamada oficialmente regimiento N.° 10 de Granaderos-Escolta del Gobierno, y estaba formada por 55 jóvenes de toda la provincia que hubiera probado su fidelidad y tuvieran experiencia militar. También estaba el cuerpo cívico organizado como batallón Federales de la Guardia Tucumana, compuesta de habitantes de San Miguel que realizaban regularmente ejercicios doctrinales. Se componía de cuatro compañías, una de granaderos, otra de fusileros, otra de voltigeros y otra de cazadores, en total 274 plazas. Debe mencionarse que durante este gobierno también hubo casos de regimientos que no obedecieron a sus oficiales.

### Guardia Nacional
Después de la caída de Rosas, el poder del gobernador y los jefes departamentales se vio fuertemente erosionado. Gutiérrez perdió el poder mediante una breve guerra civil provincial entre 1852 y 1853, asumiendo el unitario José María del Campo. En esta situación se demostró la importancia de los jefes de los regimientos, cuya familiaridad con sus hombres (algo oficialmente prohibido) les garantizó su lealtad. Estos jefes solían oponerse a los castigos físicos contra los desertores, práctica que seguía siendo muy común por interferir en los trabajos agrícolas, lo que llevaba a que peones y patrones mantuvieran la costumbre de intentar evitar el servicio o simplemente escaparse. Algunos de ellos, como el comandante de Burruyacú, Pedro Miguel Heredia, se alzaron en armas contra el cambio. Durante ese conflicto destacó la batalla de Arroyo del Rey, donde los federales tucumanos movilizaron 1500 hombres de los batallones Cívicos y Guardia Tucumana y los regimientos departamentales. Poco después, movilizaron el doble de hombres para ocupar Santiago.
La Constitución de 1853 y la creación de la Guardia Nacional establecieron que la lealtad y el deber de tomar las armas no sólo era con la provincia, sino que con toda la nación. Todo ciudadano entre 17 y 60 años debía servir sin importar su profesión o si vivían en el campo o la ciudad, aunque se suponía que era una fuerza de reserva que sólo se movilizaba en casos de necesidad extrema. Las milicias provinciales no desaparecieron, pero gradualmente fueron cediendo su importancia al nuevo cuerpo.
En teoría, todos los integrantes de la Guardia eran ciudadanos e iguales y la subordinación sólo era temporal, pero en la práctica la Guardia creó sus propias jerarquías que respetaban las diferencias sociales. Por ejemplo, para ser electo oficial se debía poseer las conexiones adecuadas. Además, estar enrolado en ella era un prerrequisito para poder votar, uniendo la idea de ciudadano con la de ciudadano en armas. Quien no servía en la Guardia Nacional, aunque podía hacerlo, debía pasar tres años en el ejército de línea, reforzando la diferencia entre el ciudadano armado y el soldado de línea. Los soldados profesionales eran considerados mercenarios y los milicianos se autopercibían como ciudadanos en armas.
En 1854 se estableció la Guardia Nacional en Tucumán, incluyendo todos los departamentos, desarticulando a los tradicionales regimientos, lo que fue resentido porque los jefes del viejo modelo afirmaban que sus unidades garantizaba el orden interno. El carácter corporativista en las nuevas unidades se mantuvo. Por ejemplo, propietarios, hacendados y comerciantes solían estar en un mismo batallón, mientras que artesanos en otro y jornaleros, peones y otros desposeídos en otro; esta última unidad fue desintegrada para dejar libres a los jornaleros en pro de ayudar a la industria azucarera. Otro caso es el batallón Belgrano, siguió manteniendo su constitución por hombres de la élite provincial, urbanos y de tendencias liberales.
El objetivo del presidente Justo José de Urquiza era establecer fuerzas militares leales a una autoridad nacional aún no consolidada y que sirvieran en las fronteras contra los indios y contra el Estado de Buenos Aires. En este punto, la Constitución entró en una contradicción, pues por una parte establecía un ejército de línea a las órdenes de la autoridad central, sin embargo, la Guardia quedó a las órdenes de los gobernadores provinciales porque les entregó gran parte de su control. Los oficiales en la Guardia podían ser electos entre todos sus miembros, salvo los rangos de teniente coronel y coronel, que eran nombrados por el gobernador en concordancia con la legislatura provincial. Sin embargo, usualmente el comandante del batallón mandaba una lista de candidatos a ascensos idóneos y el gobernador escogía, permaneciendo ligado el mando militar con la política provincial. El nuevo cuerpo se desempeñó en las campañas contra las tribus no sometidas, la guerra del Paraguay y las últimas guerras civiles.

### Final
En 1862, el ejército argentino quedó a cargo de la defensa contra los indios y la Guardia se convirtió en una fuerza de reserva. Sin embargo, como el ejército carecía de los efectivos suficientes, muchas veces sus funciones eran encargadas a la Guardia, contribuyendo de forma muy activa en campañas militares hasta 1878. Sin embargo, un lustro antes, se reformó las exigencias para el voto y ya no fue un requisito obligatorio haber estado servido en la Guardia, eliminando su influencia electoral. Además, en la misma época la policía empezó a burocratizarse y reemplazar a la Guardia como la institución garante del orden público. Desde finales de los años 1870, en Tucumán la fuerza pública se profesionalizó y los gendarmes reemplazaron a los milicianos, que junto a la supresión de batallones provinciales contribuyó a evitar la dispersión del poder militar y dificultar los alzamientos.
Después de la fallida revolución de 1880, el Estado argentino buscó centralizar el control de la defensa en las fuerzas armadas. En 1888, la Guardia fue reorganizada a modo de favorecer su integración con el ejército. Finalmente, en 1901 la Ley 4031 fue una reforma del servicio militar obligatorio implementada por Pablo Riccheri. Significó la centralización del poder militar, acabando con las milicias leales a los gobernantes provinciales.